# Chloroleucon chacoense
Chloroleucon chacoense é uma espécie vegetal da família Fabaceae.
Pode ser encontrada nos seguintes países: Argentina, Bolívia e Paraguai.
Está ameaçada por perda de habitat.